# Alfredo Quintana
Alfredo Eduardo Quintana Bravo (La Habana, 20 de marzo de 1988-Oporto, 26 de febrero de 2021) fue un jugador de balonmano cubano-portugués. Jugó como portero en el FC Oporto de la Andebol 1 y fue internacional con la selección de balonmano de Portugal.
Su primer gran campeonato con la selección fue el Campeonato Europeo de Balonmano Masculino de 2020.
El 26 de febrero de 2021 falleció de una parada cardiorrespiratoria en el Hospital São João de Oporto, en el que llevaba varios días hospitalizado grave, tras sufrir otra parada cardiorrespiratoria algunas jornadas antes durante un entrenamiento con el FC Oporto.

## Palmarés

### Oporto
- Andebol 1 (7): 2011, 2012, 2013, 2014, 2015, 2019, 2021
- Copa de Portugal de balonmano (2): 2019, 2021
- Supercopa de Portugal de balonmano (2): 2010, 2014

## Clubes
| Club      | País     | Año         |
| --------- | -------- | ----------- |
| FC Oporto | Portugal | 2010 - 2021 |